# イソワール
イソワール （フランス語:Issoire、オック語:Soire）は、フランス、オーヴェルニュ＝ローヌ＝アルプ地域圏、ピュイ＝ド＝ドーム県のコミューン。

## 地理
クレルモン＝フェランの南に位置する。アリエ川の支流、クーズ・パヴァン川が流れる。

## 歴史

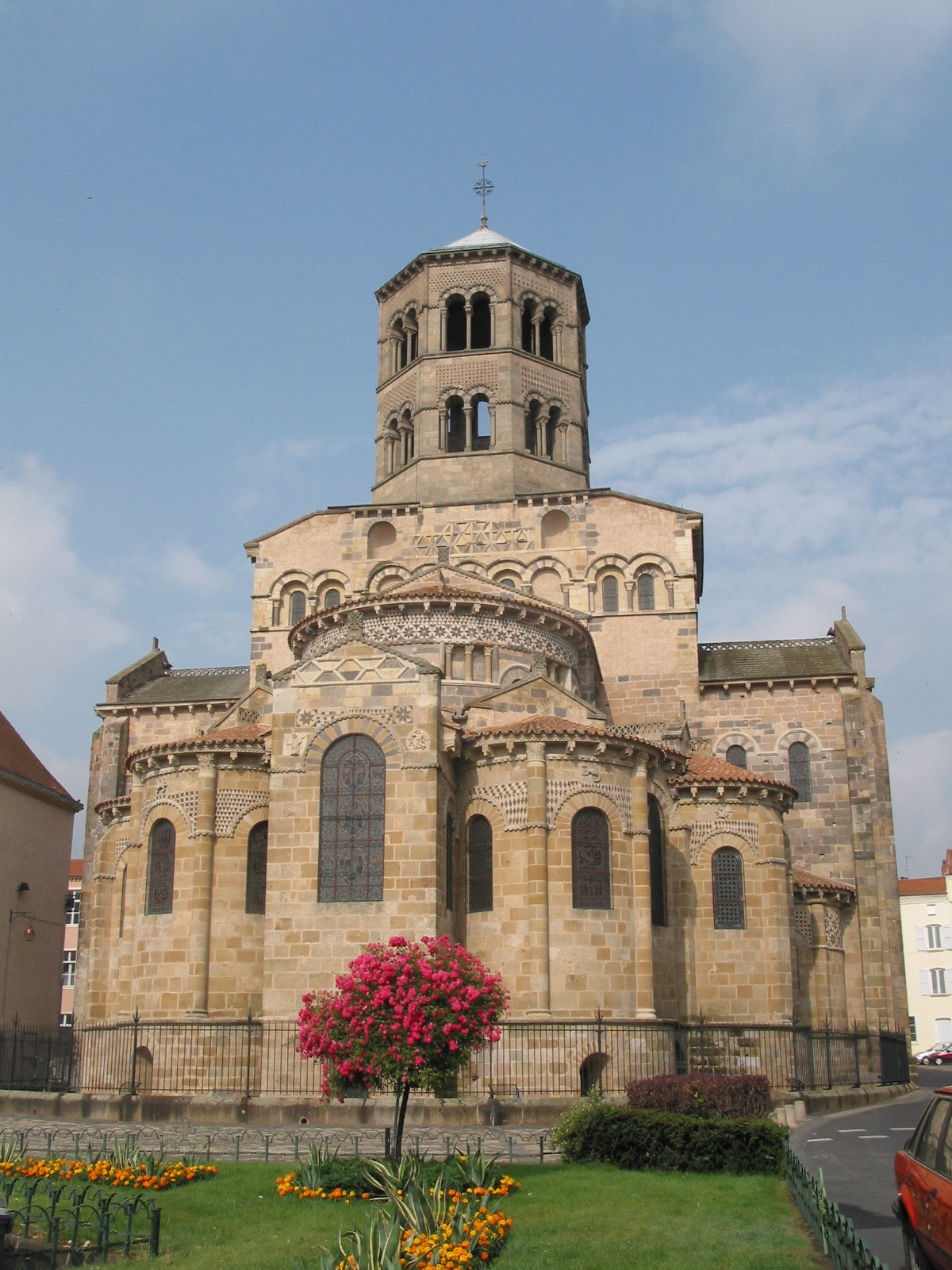
サン・オストルモワヌ（聖アウストレモニウス）教会

ガロ＝ローマ時代はIsiodorensisと呼ばれた。1780年、壷、古代ローマやガリアの硬貨、ガロ＝ローマの葬祭用壷などが発見された。
イソワールのつづりは長らくYssoireであった。このYは現在のコミューン紋章に示されている。フランス革命後に現代つづりのIssoireに変更された。
トゥールのグレゴリウスの記録が最古のもので、3世紀半ば、聖アウストレモニウスがイソワールに修道院を建てた。474年、西ゴート族が移動の途上イソワールを略奪した。
5世紀から8世紀、聖アウストレモニウスの記憶は忘れ去られた。彼の遺骸はヴォルヴィックのモザック修道院へ移された。
816年、ポワトゥーのシャルーからベネディクト会修道士たちがノルマン人侵攻を逃れてサンティヴォワヌ地域へやってきた。そのうちの一人、ジズルベールはイソワールへやってきて、アウストレモニウスの古い修道院の再建を決めた。937年、新しい修道院はクレルモン＝フェラン司教ベルナールによって聖別された。12世紀半ば、修道士たちは修道院と教会の完全な再建を決めた。
ユグノー戦争中の1575年、マチュー・マール率いるユグノー軍はイソワールを略奪した。翌1576年、アンジュー公フランソワ率いる王軍が町を奪還した。
イソワールは長く農業中心であった。1895年、フィロキセラの流行は農業に打撃を与えた（19世紀フランスのフィロキセラ禍）。わずかに残った経済活動のひとつは、川船運送であった。彼らは材木（主にマツ）を運搬してアリエ川を航行した。1831年までアリエ川に橋は架かっておらず、往来する者にとって渡し舟は必須であった。しかし1855年の鉄道到来で、船頭たちの仕事は崩壊した。陸軍砲兵連隊のイソワール駐屯は、経済に活気を与えた。その後、国立下士官技術学校（fr）が置かれた。1999年からはフランス陸軍第28通信連隊が駐屯している。コミューンの経済ブームは、20世紀半ばに大きな金属加工工場が設置されてからも続いた。

## 姉妹都市
- ノイマルクト・イン・デア・オーバープファルツ、ドイツ